# Insalata turca
L'insalata turca  (in ebraico: סלט טורקי - salat turqi) è il nome usato in Israele per il piatto turco acılı ezme. È un piatto freddo, della cucina turca, basato su cipolla fritta e pomodoro, servito prevalentemente come contorno.